# Филимонов, Василий Семёнович
Филимонов Василий Семёнович (7 [19] марта 1817 — 26 августа [7 сентября] 1891, Москва) — русский военачальник, генерал-лейтенант артиллерии. Участник Крымской войны (1853-1856). Родной брат Филимонова Алексея Семёновича.  Сыновья Василий и Семён также сделали карьеру военнослужащих дослужившись до звания генерал-майора по артиллерии.

## Биография
Родился 7 марта 1817 года в семье дворян смоленской губернии.
По окончании учебы в Первом московском кадетском корпусе, выпущен прапорщиком 13 августа 1835 года в 14-ю артиллерийскую бригаду. В 1841 году переведен в 1-ю легкую батарею Учебной артиллерийской бригады, в которой следующем году занял должность адъютанта и правителя дел комитета дивизионных артиллерийских школ.
В 1852 году, находясь в чине капитана, получил в командование 3-ю легкую батарею 11-й артиллерийской бригады, с которой с началом Крымской войны, выступил для занятия придунайских княжеств Молдавии и Валахии. 23 июня 1853 находился при переправе через реку Прут у Скулян и при движении в Молдавию. После вступления в Валахию находился в боевом резерве армии, вплоть до 29 октября. В 1854 году участвовал в занятии селения Пояны и при окружении маловалахским отрядом местечка Калафат, 24 октября, в составе отряда генерала П. А. Данненберга участвовал в Инкерманском сражении, за которое был произведен в подполковники. С 25 октября состоял в боевом резерве Севастополя. С 1 апреля по 27-го августа 1855 года был в составе севастопольского гарнизона и был назначен начальником боевого артиллерийского резерва. В Севастополе находился вплоть до заключения мирного договора, получив за боевые заслуги золотую полусаблю с надписью "За храбрость".
В 1857-м году был назначен командиром 3-й батареи 3-й сводной резервной бригады, в 1864-м - командиром 6-й артиллерийской бригады и 17 апреля 1870 года произведен в генерал-майоры. Получив в 1876 году ордена Св. Станислава и Св. Анны 1 ст., Василий Семёнович 14-го ноября того же года был назначен начальником артиллерии 11-го армейского корпуса, в составе которого участвовал в Русско-турецкой войне (1877—1878). В следующем году перемещен на ту же должность в 6-й армейский корпус. 30-го августа 1880 г. пожалован в генерал-лейтенанты, 3 июня 1882 г. определен на должность начальника артиллерии Одесского военного округа и 12 декабря 1886 г. уволен в отставку в звании генерал-лейтенанта.
Умер 26 августа 1891 года в Москве. Панихиду служили 3 сентября 1891 года (на 9-й день после кончины) в Сергиевском всей артиллерии соборе.

## Чины
- прапорщик - 13.08.1835
- капитан - 1852
- подполковник - 1854
- полковник - 17.04.1862
- генерал-майор - 17.04.1870
- генерал-лейтенант - 30.08.1880

## Карьера
- прапорщик в 14-й артиллерийской бригаде - 13.08.1835;
- в 1-й легкой батарее учебной артиллерийской бригады - 1841;
- адъютант и правитель дел комитета дивизионных артиллерийских школ - 1842;
- командир 3-й батареи 11-й артиллерийской бригады - 1852-1855;
- в боевом резерве Севастополя - 25.10.1854-1.04.1855;
- начальник боевого артиллерийского резерва Севастопольского гарнизона - 1.04.1855-27.08.1855;
- командир 3-й батареи 3-й сводной резервной бригады - 1857;
- командир 6-й артиллерийской бригады - 1864-14.11.1876;
- начальник артиллерии 11-го армейского корпуса - 14.11.1876-1877;
- начальник артиллерии 6-го армейского корпуса - 1877-3.06.1882;
- начальник артиллерии Одесского военного округа - 3.06.1882-12.12.1886.

## Награды
- Орден Св. Владимира IV ст. с бантом (1858), III ст. (1868)
- Орден Св. Анны III ст. с бантом (1854), II ст. с мечами (1864) и императорской короной (1866), I ст. (1876)
- Орден Св. Станислава II ст. (1858) с императорской короной (1860), I ст. (1873)
- Золотая полусабля с надписью «За храбрость» (1855)